# Nanohammus myrrhatus
Nanohammus myrrhatus là một loài bọ cánh cứng trong họ Cerambycidae.